# Casa de los Deanes
La Casa de los Deanes (Maison des Doyens) est un bâtiment historique de la ville espagnole d'Ávila en Castille-et-Léon. Propriété de la Députation Provinciale d'Ávila par achat depuis 1964, elle abrite le Musée d'Ávila depuis 1969. Elle est classée Bien d'Intérêt Culturel.

## Références

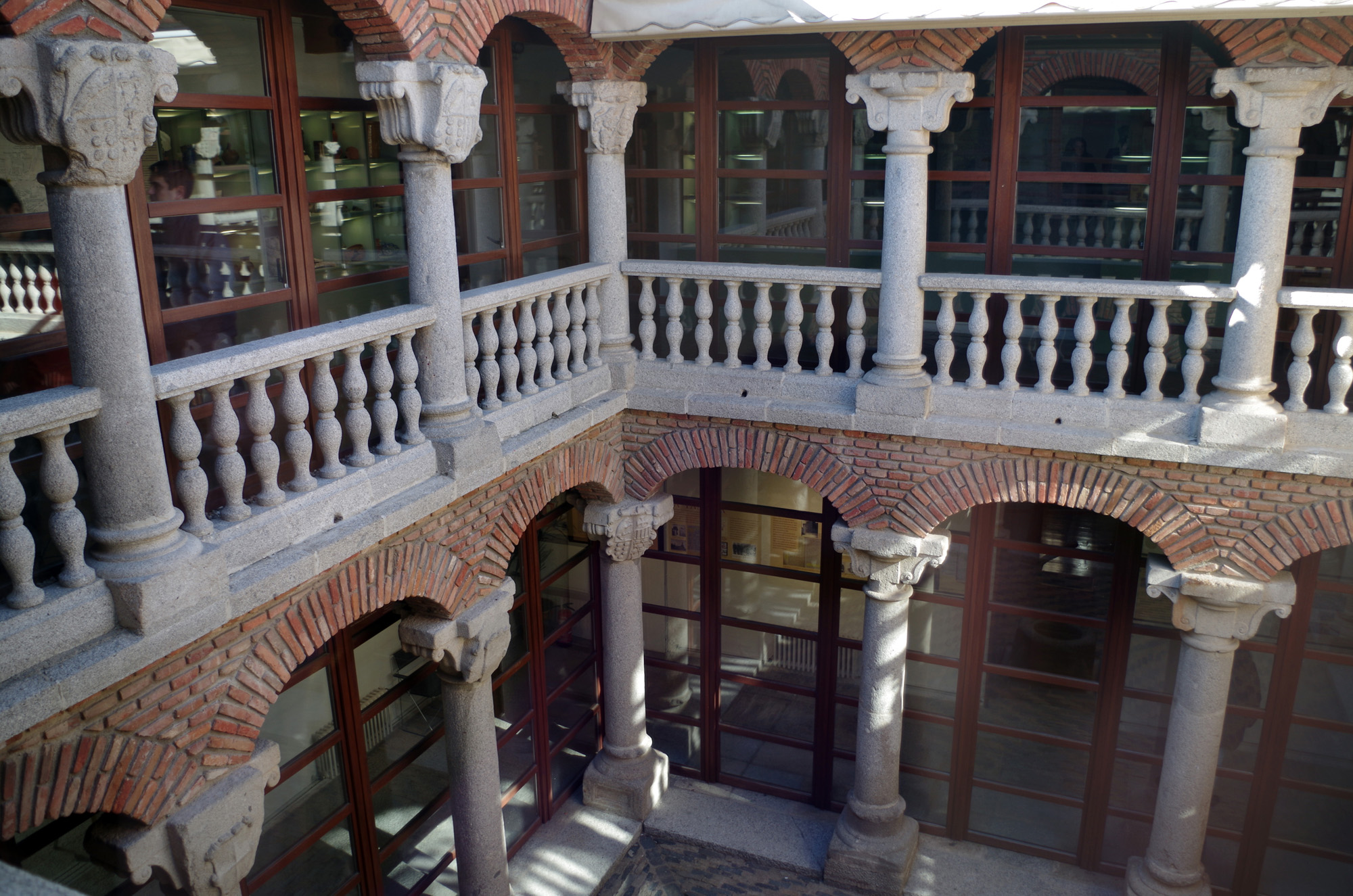
Cour intérieure

## Source de traduction
- (es) Cet article est partiellement ou en totalité issu de l’article de Wikipédia en espagnol intitulé « Casa de los Deanes » (voir la liste des auteurs).